# Nguyễn Văn Linh (xã)
Nguyễn Văn Linh là một xã thuộc tỉnh Hưng Yên, Việt Nam. Tên xã được đặt theo tên cố Tổng Bí thư Ban Chấp hành Trung ương Đảng Cộng sản Việt Nam Nguyễn Văn Linh.

## Địa lý
Xã Nguyễn Văn Linh nằm ở phía bắc tỉnh Hưng Yên, có vị trí địa lý:
- Phía đông giáp phường Đường Hào.
- Phía nam giáp xã Yên Mỹ và xã Việt Yên.
- Phía tây giáp xã Hoàn Long.
- Phía bắc giáp phường Mỹ Hào, xã Nghĩa Trụ và xã Như Quỳnh.

## Lịch sử
Ngày 24 tháng 7 năm 1999, Chính phủ ban hành Nghị định số 60/1999/NĐ-CP về việc chuyển xã Giai Phạm, Nghĩa Hiệp, Liêu Xá ,  Ngọc Long (nay là xã Nguyễn Văn Linh)  thuộc huyện Mỹ Văn cũ về huyện Yên Mỹ mới tái lập quản lý.
Ngày 24 tháng 10 năm 2024, Ủy ban Thường vụ Quốc hội ban hành Nghị quyết số 1248/NQ-UBTVQH15 về việc sắp xếp đơn vị hành chính cấp xã của tỉnh Hưng Yên giai đoạn 2023 – 2025 (nghị quyết có hiệu lực từ ngày 1 tháng 12 năm 2024). Theo đó, sáp nhập xã Giai Phạm và Nghĩa Hiệp thành lập xã Nguyễn Văn Linh.
Ngày 16 tháng 6 năm 2025, Ủy ban Thường vụ Quốc hội ban hành Nghị quyết số 1666/NQ-UBTVQH15 về việc sắp xếp các đơn vị hành chính cấp xã của tỉnh Hưng Yên năm 2025. Theo đó, sắp xếp toàn bộ diện tích tự nhiên, quy mô dân số của các xã Ngọc Long, Liêu Xá và Nguyễn Văn Linh thành xã mới có tên gọi là xã Nguyễn Văn Linh.

### Công nghiệp
Có khu công nghiệp Phố Nối A, B một phần  khu công Thăng Long 2 và 1 số cụm khu công nghiệp đóng trên địa bàn xã .

### Đô thị
Năm 2018, UBND tỉnh Hưng Yên ban hành quyết định công nhận 2 xã Giai Phạm, xã Nghĩa Hiệp đạt đô thị loại V. 

### Giáo dục
- Trường Cao đẳng Công nghiệp Hưng Yên - Bộ Công thương (Trước đây là Trường cán bộ quản lý và nghiệp vụ kinh tế địa chất) được xây dựng ở thôn Yên Phú (cơ sở chính)
- Trường Đại học Công đoàn đang được xây dựng ở thôn Lạc Cầu.
- Trường Mẫu giáo Nguyễn Văn Linh (thôn Yên Phú).
- Trường Tiểu học Nguyễn Văn Linh (thôn Tử Cầu).
- Trường THCS Nguyễn Văn Linh (thôn Tử Cầu).
- Trường Mẫu giáo Nghĩa Hiệp (thôn Yên Lão).
- Trường Tiểu học Nghĩa Hiệp (thôn Yên Lão).
- Trường THCS Nghĩa Hiệp (thôn Yên Lão).

### Làng nghề
Có nghề làm tương (tương bần).

## Văn hóa
- Nhà tưởng niệm Cố Tổng Bí thư Nguyễn Văn Linh
- Nhà tưởng niệm Trung tướng Nguyễn Bình
- Đền thờ Hồng Hà Nữ Sĩ Đoàn Thị Điểm
- Đình Trà Lôi (đình Trà) ở thôn Yên Phú
- Đình Dẫn Ngữ (đình Ngự) ở thôn Yên Phú.
- Đền thờ Hải Thượng Lãn Ông

## Giao thông
- Một đoạn ngắn của Quốc lộ 5A
- Có tuyến đường 206 và 200 chạy qua
- Tuyến xe bus 208 (BX Giáp Bát - BX Hưng Yên) chạy trên tuyến đường 206 và Tỉnh lộ 381
- Tuyến xe bus 205 (BX Hưng Yên - BX Nước Ngầm) đi qua QL5
- Tuyến 205 (BX Gia Lâm - BX Hưng Yên)
- Tuyến 202 (BX Gia Lâm - BX Hải Dương) đi qua QL5
- Tỉnh lộ 381: (đường 206 cũ) đi Từ Hồ, Đồng Than, Cầu Lác, Yên Phú ra đường Quốc lộ 5A
- Tỉnh lộ 376: từ Cầu Lác, thôn Lạc Cầu đi Hoan Ái - Cống Tráng, Tân Việt.
- Quốc lộ 39: đi Mỹ Hào, Khoái Châu, Triều Dương, Hưng Hà, Thái Bình...
- Tỉnh lộ 380: đi Cầu Treo, Liêu Xá, phố Nối, Văn Lâm, Cầu Gáy...

## Danh nhân
- Nữ sỹ Đoàn Thị Điểm (quê ở thôn Giai Phạm).
- Trạng nguyên Đỗ Thế Diên.
- Tể tướng Phạm Công Trứ.
- Trung tướng Nguyễn Bình tên thật là Nguyễn Phương Thảo (quê ở thôn Yên Phú).
- Tổng bí thư Nguyễn Văn Linh tên thật là Nguyễn Văn Cúc, còn gọi là Mười Cúc (quê ở thôn Yên Phú).[3]
- Hải Thượng Lãn Ông